# Fjuksön
Fjuksön är en ö i norra Lule skärgård. På den västra sidan finns tre vikar att ankra upp i med delvis fina sandstränder. Söder om ön ligger Stor-Furuön, öster om ön ligger Rövaren.

## Extern sida
- Om Fjuksön och dess historia